# Monica Esposito

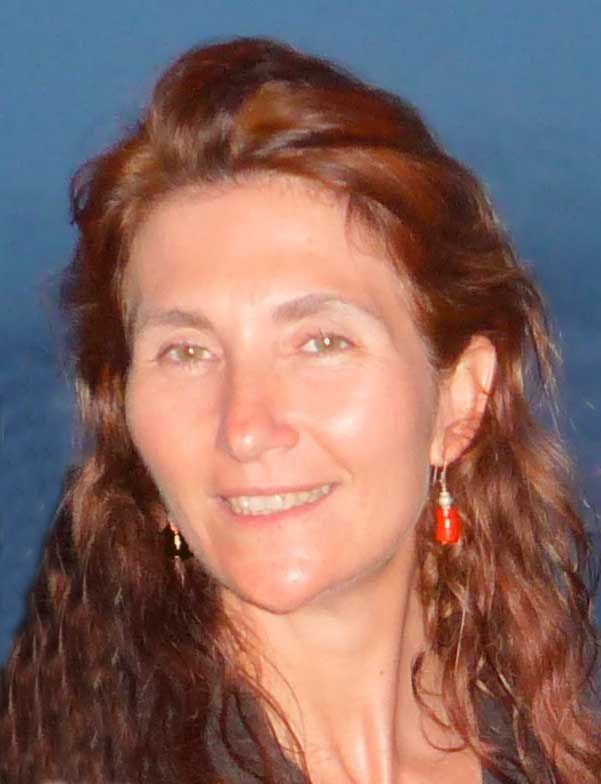
Monica Esposito

Monica Esposito (* 7. August 1962 in Genua; † 10. März 2011 in Kyōto) war eine  italienische Daoismus-Forscherin.

## Leben
Als Esposito vier Jahre alt war, zog ihre Familie (Vater Carlo Esposito, Mutter Iris Barzaghi und ältere Schwester Adriana Esposito) nach Padua. Nach dem Gymnasium (Griechisch, Latein) studierte sie chinesische Sprache, Kultur und Philosophie an der Ca’Foscari Universität in Venedig, der Fudan-Universität in Shanghai und der Universität Gent in Belgien. Nach Erhalt ihres Sinologie-Diplomes mit einer Dissertation über Qigong im Jahre 1987 setzte sie ihre Studien unter der Leitung von Professor Isabelle Robinet am Département des études d’Extrême-Orient der Universität Paris VII fort. Ihre Arbeit Présentation d’une partie des textes du Daozang xubian führte zum Diplôme d’Études Approfondies (D.E.A.) und markiert den Beginn ihrer Forschungen über daoistische Texte (15. bis 20. Jahrhundert).  Diese Forschungen führten sie zurück nach Shanghai (Akademie der Sozialwissenschaften, Prof. Chen Yaoting) und wiederum Paris, wo sie 1993 ihre Doktorarbeit zum Thema La Porte du Dragon–l’école Longmen du Mont Jin’gai et ses pratiques alchimiques d’après le Daozang xubian (Suite au canon taoïste) unter der Leitung von Isabelle Robinet abschloss und den Doktorgrad summa cum laude erhielt.
Während mehreren längeren Aufenthalten in China und Tibet studierte Dr. Esposito auch mit ihrem Forschungsthema verbundene Praktiken wie Qigong, Tai-chi und daoistische sowie buddhistische Meditationstechniken. Außerdem forschte sie als Post-Doktorandin an der Uni Venedig (1994–1995), der Sorbonne in Paris (1995–1997) und der Kansai-Universität in Osaka, Japan. 1998 ließ sie sich in Kyōto nieder und ehelichte Urs App.
Von 1998 bis 2003 führte sie Feldstudien über die Religionen Taiwans, Hong Kongs und Chinas durch und produzierte zusammen mit ihrem Gatten eine Anzahl Dokumentarfilme über die Religionen des fernen Ostens. Ihr Film Dangki. Les chamanes de la Chine (Dangki: Chinas Schamanen) wurde 2001 auf dem Sender France 2 ausgestrahlt.
Seit ihrer Ernennung im Jahre 2003 zur außerordentlichen Professorin der Universität Kyōto (Jinbun Kagaku kenkūjo [Forschungsinstitut für Humanwissenschaften]) widmete sich Dr. Esposito vorzüglich dem Studium von daoistischen Texten aus der Ming- und Qing-Zeit. Sie gründete und leitete ein internationales Forschungsprojekt mit über sechzig Mitarbeitern über die wichtigste daoistische Textsammlung der Neuzeit, den Daozang Jiyao (Essenz des daoistischen Kanons). Teile dieses Grossprojektes wurden finanziert von der Chiang Ching-Kuo Foundation (2006–2009 et 2010–2013,) und der Japan Society for the Promotion of Science (JSPS; 2008–2011). Folgende akademische Institutionen kollaborieren in diesem Projekt:
- Forschungsinstitut für Humanwissenschaften der Universität Kyōto (Jinbun Kagaku kenkûjo)
- Academia Sinica: Institut für chinesische Literatur und Philosophie; Institut für Philologie und Geschichte
- The Chinese University of Hong Kong, Abteilung Kultur und Religionswissenschaften; Studienzentrum für taoistische Kultur
- École française d’Extrême-Orient
- Sichuan Academy of Social Science, Philosophiefakultät
- Université de Sichuan, Institut für Religionswissenschaften

Im Mittelpunkt der wissenschaftlichen Forschung von Monica Esposito standen der Daoismus der Ming (1368–1644) und Qing-Zeit (1644–1912), die innere Alchemie (neidan), die Interaktionen zwischen Daoismus, Tantrik und Buddhismus, und der tibetische Buddhismus (rDzogs chen). Am 10. März 2011 erlag Dr. Esposito plötzlich im Alter von 48 Jahren einer Lungenembolie.

## Funktionen und Mitgliedschaften
- Direktorin, Daozang Jiyao Projekt[4]
- Mitglied, Society for the Study of Chinese Religions
- Mitglied, Dōkyō gakkai (Japanische Gesellschaft für Taoismusstudien)
- Mitglied, American Association of Asian Studies
- Mitherausgeber, Routledge Studies in Taoism (Routledge, London)
- Mitglied des Herausgeberkomitees für die Fachzeitschrift Daoism: Religion, History and Society (Chinese University of Hong Kong, Centre for the Studies of Daoist Culture)

## Schriften (Auswahl)
Monographien
- La Porte du Dragon. L'école Longmen du Mont Jingai et ses pratiques alchimiques d’après le Daozang xubian (Suite au Canon Taoïste) (Das Drachentor. Die Longmen-Schule des Jingai-Berges und deren alchemische Praktiken nach dem Daozang xubian (Fortsetzung des taoistischen Kanons)). Ph. D. Doktorarbeit, Paris VII, 1993 (unter der Leitung von Prof. Isabelle Robinet) (universitymedia.org)
- Il Qigong, la nuova scuola taoista delle cinque respirazioni [Qigong, die neue taoistische Fünf-Atem Schule]. Padua: Muzzio, 1995.
- L’alchimia del soffio [Die Alchemie des Atems]. Rom: Ubaldini, 1997.[6]
- The Zen of Tantra. Wil (Schweiz) / UniversityMedia, Paris 2013, ISBN 978-3-906000-25-1.
- Creative Daoism. Wil (Schweiz) / UniversityMedia, Paris 2013, ISBN 978-3-906000-04-6.
- Facets of Qing Daoism. Wil (Schweiz): UniversityMedia, 2014, ISBN 978-3-906000-06-0.[7]

Herausgeberschaften
- Special Issue: In Memoriam of Isabelle Robinet (in Zusammenarbeit mit Hubert Durt), Cahiers d' Extrême-Asie Nr. 14, 2004.
- Images of Tibet in the 19th and 20th Centuries (= Tibetbilder des 19. und 20. Jahrhunderts) In: Etudes thématiques 22 (2 Bände). École française d’Extrême-Orient, Paris 2008.[8]

## Dokumentarfilme
- Journey to the Temple of the Celestial-Eye Mountains. Dokumentation, Rolex Awards for Enterprise, Selected Projects, 1993.
- Viaggio nel Khams e l'Amdo meridionale. Dokumentation, CNRS progetto europeo, 1995.
- Der Teebesen. Dokumentarfilm für die Bambusausstellung im Ethnografischen Museum der Universität Zürich[9] (2003)[10] und im Völkerkundemuseum München (2006) (in Zusammenarbeit mit Urs App).
- On the Way to Tōhaku's Pine Forest. Dokumentarfilm für die Hasegawa Tōhaku Kunstausstellung (2002) im Museum Rietberg, Zürich (in Zusammenarbeit mit Urs App).
- Dangki. Dokumentarfilm, ausgestrahlt im Jahre 2001 auf dem Kanal France 2 (in Zusammenarbeit mit Urs App).
- Oracles in China. Dokumentarfilm für die Orakelausstellung des Jahres 2000 im Museum Rietberg, Zürich (in Zusammenarbeit mit Urs App).
- Oracles in Japan. Dokumentarfilm für die Orakelausstellung des Jahres 2000 im Museum Rietberg, Zürich (in Zusammenarbeit mit Urs App).
- Chinese Oracle Kids. Dokumentarfilm für die Orakelausstellung des Jahres 2000 im Museum Rietberg, Zürich (in Zusammenarbeit mit Urs App).